# Judgement
Judgement ist das fünfte Studioalbum der britischen Band Anathema. Es wurde am 21. Juni 1999 bei Music for Nations veröffentlicht.

## Entstehung und Stil
Nachdem Hauptsongschreiber Duncan Patterson die Band verlassen hatte, wurde das Komponieren von Gitarrist Danny Cavanagh übernommen, aber auch die anderen Bandmitglieder steuerten für Judgement Stücke bei, so etwa Schlagzeuger John Douglas Don’t Look Too Far. Nach dem Album verließ Martin Powell, der bereits seit der Tour zu Alternative 4 die Live-Keyboards übernommen hatte, die Band und wurde durch Les Smith von Cradle of Filth ersetzt. Judgement ist der 1998 verstorbenen Mutter der Cavanagh-Brüder, Helen Cavanagh, gewidmet. In diesem Zusammenhang steht auch Stück One Last Goodbye, das live auch als Duett mit einer Sängerin aufgeführt wird. Auf dem Album ist bei zwei Stücken weiblicher Gesang enthalten, bei Parisienne Moonlight und bei Don’t Look Too Far. Er wurde von Lee Douglas übernommen.

## Rezeption
Das Album erreichte Platz 69 der deutschen Charts. Jason Hundey von der Webseite Allmusic vergab vier von fünf Sternen. Er schrieb, das Album sei ein „wirklich blendendes Meisterwerk“, das die Sinne mit seiner Intensität durchbohre. Wolf-Rüdiger Mühlmann bezeichnete Judgement im Magazin Rock Hard als „eine packende, emotionale Achterbahnfahrt, die lyrische Aufarbeitung harter Schicksalsschläge, die die Musiker hinnehmen mußten...“. Das Album sei ein „Statement“, dass „Pop-Appeal und Eingängigkeit nicht penetrant und aalglatt sein müssen.“ Er vergab 9,5 von zehn Punkten.

## Titelliste
1. Deep – 4:53
2. Pitiless – 3:11
3. Forgotten Hopes – 3:50
4. Destiny Is Dead – 1:47
5. Make It Right (F.F.S.) – 4:19
6. One Last Goodbye – 5:24
7. Parisienne Moonlight – 2:09
8. Judgement – 4:20
9. Don’t Look Too Far – 4:57
10. Emotional Winter – 5:54
11. Wings of God – 6:29
12. Anyone, Anywhere – 4:51
13. 2000 & Gone – 4:51
14. Transacoustic – 3:49 (Bonustitel der Importversion)

Bonustitel der DVD der Wiederveröffentlichung:
1. Mine Is Yours to Drown In (Ours Is The New Tribe) [Live]
2. Sleepless [Live]
3. The Silent Enigma [Live]
4. A Dying Wish [Live]